# Microrégion de Jales
 (février 2025).
Si vous disposez d'ouvrages ou d'articles de référence ou si vous connaissez des sites web de qualité traitant du thème abordé ici, merci de compléter l'article en donnant les références utiles à sa vérifiabilité et en les liant à la section « Notes et références ».
La microrégion de Jales est l'une des huit microrégions qui subdivisent la mésorégion de São José do Rio Preto de l'État de São Paulo au Brésil.
Elle comporte 23 municipalités qui regroupaient 151 096 habitants en 2006 pour une superficie totale de 3 928 km².

## Municipalités[1]
- Aparecida d'Oeste
- Aspásia
- Dirce Reis
- Dolcinópolis
- Jales
- Marinópolis
- Mesópolis
- Nova Canaã Paulista
- Palmeira d'Oeste
- Paranapuã
- Pontalinda
- Populina
- Rubinéia
- Santa Albertina
- Santa Clara d'Oeste
- Santa Fé do Sul
- Santa Rita d'Oeste
- Santa Salete
- Santana da Ponte Pensa
- São Francisco
- Três Fronteiras
- Urânia
- Vitória Brasil